# شهرستان چروکی (کارولینای شمالی)
شهرستان چروکی، کارولینای شمالی (به انگلیسی: Cherokee County, North Carolina) یک سکونتگاه مسکونی در ایالات متحده آمریکا است که در کارولینای شمالی واقع شده‌است.

## خصوصیات
شهرستان چروکی ۱٬۲۰۹٫۵۳ کیلومترمربع مساحت دارد.